# 1,3,5-トリニトロベンゼン
1,3,5-トリニトロベンゼン（英語: 1,3,5-trinitrobenzene）は、化学式が C6H3(NO2)3 のトリニトロベンゼンの異性体の一つ。淡黄色の固体で、爆発性が高い。

## 合成と反応
1,3,5-トリニトロベンゼンは2,4,6-トリニトロ安息香酸の脱炭酸で合成する。
1,3,5-トリニトロベンゼンは電子豊富なアレーン類と電荷移動錯体を形成する。
1,3,5-トリニトロベンゼンの還元により、フロログルシノールの前駆体である1,3,5-トリアミノベンゼンが得られる。

## 利用
トリニトロベンゼンはトリニトロトルエン (TNT) よりも爆発力が強いが、高価である。主に商業鉱山や軍事用途の高爆発性化合物として使用される。また、狭い範囲のpH指示薬、天然ゴムの加硫剤、他の爆発性化合物の合成中間体としても使用されている。